# Belgiens Grand Prix 1994
Belgiens Grand Prix 1994 var det elfte av 16 lopp ingående i formel 1-VM 1994.

## Resultat
1. Damon Hill, Williams-Renault, 10 poäng
2. Mika Häkkinen, McLaren-Peugeot, 6
3. Jos Verstappen, Benetton-Ford, 4
4. David Coulthard, Williams-Renault, 3
5. Mark Blundell, Tyrrell-Yamaha, 2
6. Gianni Morbidelli, Footwork-Ford, 1
7. Olivier Panis, Ligier-Renault
8. Pierluigi Martini, Minardi-Ford
9. Michele Alboreto, Minardi-Ford
10. Eric Bernard, Ligier-Renault
11. Jean-Marc Gounon, Simtek-Ford
12. Johnny Herbert, Lotus-Mugen Honda
13. Eddie Irvine, Jordan-Hart (varv 40, generator)

### Förare som bröt loppet
- Christian Fittipaldi, Footwork-Ford (varv 33, motor)
- David Brabham, Simtek-Ford (29, hjul)
- Andrea de Cesaris, Sauber-Mercedes (27, gasspjäll)
- Martin Brundle, McLaren-Peugeot (24, snurrade av)
- Rubens Barrichello, Jordan-Hart (19, snurrade av)
- Ukyo Katayama, Tyrrell-Yamaha (18, motor)
- Philippe Adams, Lotus-Mugen Honda (15, snurrade av)
- Gerhard Berger, Ferrari (11, motor)
- Philippe Alliot, McLaren-Peugeot (11, motor)
- Heinz-Harald Frentzen, Sauber-Mercedes (10, bakaxel)
- Érik Comas, Larrousse-Ford (3, motor)
- Jean Alesi, Ferrari (2, motor)

### Förare som diskvalificerades
- Michael Schumacher, Benetton-Ford (Diskvalificerad från förstaplatsen för en felaktig planka, en längsgående hård trälist under bilen som används för att kontrollera att underredet inte ligger för nära banytan).

### Förare som ej kvalificerade sig
- Bertrand Gachot, Pacific-Ilmor
- Paul Belmondo, Pacific-Ilmor